# Wolf von Praunheim-Sachsenhausen
Wolf von Praunheim-Sachsenhausen (genannt: Wolf der Jüngere, erwähnt ab 1374; † 1410) aus der Familie der Herren von Praunheim war Amtmann von Goldstein und dem Frankfurter Königsforst.

## Familie
Sein Vater war Rudolf II. von Sachsenhausen-Praunheim, der 1371 starb und einflussreiche Positionen in Frankfurt und der Wetterau innegehabt hatte. Unter anderem war er Reichsschultheiß von Frankfurt am Main und Burggraf der Burggrafschaft Friedberg der Burg Friedberg in Friedberg (Hessen) gewesen. Seine Mutter war eine Christine († vor 1400), deren Familienname nicht überliefert ist, und die sein Vater, für den das die zweite Ehe war, zwischen 1342 und 1345 geheiratet hatte.
Die Kinder aus erster und zweiter Ehe Rudolfs II. verwickelten sich nach seinem Tod in umfangreiche Erbstreitigkeiten, die in der ungleichen Verteilung des Erbes zwischen den Kindern aus den beiden Ehen gründeten. Die Parteien stritten zunächst vor dem städtischen Schöffengericht von Frankfurt, wobei es nach den Aufzeichnungen des Gerichts zu gegenseitigen Beschimpfungen kam, zweitinstanzlich vor dem königlichen Gericht in Prag. Den Kindern aus erster Ehe gelang es hier, zunächst über ihre Geschwister aus zweiter Ehe die Reichsacht verhängen zu lassen. Als diese sich dann dem Prozess stellten, wobei Wolf für sich und seine Geschwister vor dem Gericht auftrat, wurde der Prozess an die Gerichte der Erzbischöfe von Trier und Mainz verwiesen. Der genaue Ausgang des Streits ist nicht überliefert, jedoch scheint der überwiegende Teil des Vermögens bei den Kindern aus zweiter Ehe verblieben und Wolf damit erfolgreich gewesen zu sein. Er war auch der Verwalter des gemeinschaftlichen Familienvermögens.
Wolf starb 1410, ohne Nachkommen zu hinterlassen.

## Positionen und Politik
Wolf war – wie seine Brüder – Mitglied im adeligen „Löwenbund“ (auch: „Löwengesellschaft“), einem gegen die aufstrebenden Städte gerichteten Bündnis. Er musste aber schon bald die Seiten gewechselt haben, denn seine Amtskarriere fand in den Diensten der Stadt Frankfurt am Main statt. Er war dort Schöffe und seit 1400 Amtmann von Goldstein, nachdem die Stadt diese Wasserburg im gleichen Jahr gekauft hatte. Daneben war er – ebenso wie seine Brüder – Burgmann auf den kurtrierischen Burgen Ober- und Niederburg Kobern – heute: Kobern-Gondorf und Ganerbe der Burg Rödelheim.
1404 vermittelte er erfolgreich, zusammen mit anderen, in einem Streit des Ritters Wigand von Hatzfeld mit der Stadt Köln und in einigen anderen Streitfällen, so zwischen Hans Bafey und der Stadt Frankfurt.